# Chenistonia hickmani
Chenistonia hickmani is een spinnensoort uit de familie Anamidae.
Chenistonia hickmani werd in 1984 beschreven door Raven.